# The Temporary Lady
Pour plus de détails, voir Fiche technique et Distribution.
The Temporary Lady est un court métrage britannique réalisé par Adrian Brunel, sorti en 1921.

## Synopsis
Une femme de chambre se fait passer pour un garçon pour se lier d'amitié avec un homme riche, qui est en réalité un vendeur.

## Fiche technique
- Titre original : The Temporary Lady
- Réalisation : Adrian Brunel
- Scénario : Adrian Brunel, Mill Wadham
- Production : Leslie Howard
- Société de production : Minerva Films
- Société de distribution : Minerva Films
- Pays d'origine :  Royaume-Uni
- Langue originale : anglais
- Format : Noir et blanc  — 35 mm — 1,33:1 — Film muet
- Genre : Comédie
- Durée : 2 bobines
- Dates de sortie : Royaume-Uni : septembre 1921

## Distribution
- Annette Benson : Mary Lamb
- Arthur Claremont : Glenville
- Miles Mander : Monckton
- Eileen Munro